# Alfred Burke
Alfred Burke (Peckham, London, Egyesült Királyság, 1918. február 28. – Barnes, London, 2011. február 16.) brit (angol) színpadi, film- és televíziós színész. Karakterszínészként főleg krimikben és tudományos-fantasztikus filmekben jelent meg. Ismert szerepe Frank Marker magánnyomozó megformálása Public Eye televíziós sorozatban, tíz éven át, 1965–1975 között. Utolsó filmszerepében Dippet professzort formálta meg a Harry Potter és a Titkok Kamrájában.

## Élete

### Származása, tanulmányai
Peckhamben született, London délnyugati részén. Édesanyja Sarah Ann O’Leary, édesapja William Burke volt. Az általános iskola elvégzése után, 14 éves korában munkába állt. A londoni Cityben egy villamos kocsikat javító műhelyben, textilgyárban dolgozott, pincér is volt. Egy helyi amatőr színjátszó csoporthoz csatlakozott, majd a londoni Morley College színiiskolában tanult, itt 1935-ben ösztöndíjat nyert a londoni Royal Academy of Dramatic Art (RADA) színiakadémiára. Két évvel később, 1937-ben a Surrey-beli Shere községben, a Barn Theatre-ban lépett először színpadra. Induló pályáját a második világháború kitörése megakasztotta. Fegyveres szolgálatot megtagadóként regisztráltatta magát, így mezőgazdasági munkára osztották be.

### Színészi pályája
A háború után a Young Vic, az Old Vic és más színházak társulatában játszott. Első londoni fellépésére 1950-ben a Watergate Theatre-ben került sor, Pablo Picasso: A telibe viszonzott vágyakozás (Desire Caught by the Tail) című darabjában. 1950–1953 között a birminghami Repertory Theatre-ban játszott, 1954-ben a londoni West End Theatre-ban lépett színpadra.
Első kis filmszerepét 1946-ban kapta, névtelen táncost alakított a Botcsinálta bokszolóban. A következő évtizedekben változatos karaktereket jelenített meg mozifilmekben és televíziós sorozatokban, kemény katonát a Bitter Victory-ban (1957) és a Task Force-ban (No Time to Die, 1958), kemény biztonsági főnököt az Elátkozottak gyermekei című horrorfilmben (1964), a George Sanders főszereplésével 1960-ban bemutatott Elátkozottak faluja folytatásában.
Angolszász nyelvterületen egyik legnépszerűbb szerepe volt Frank Marker magánnyomozó megformálása a Thames televízió Public Eye című bűnügyi sorozatában, tíz éven át, 1965-től 1975-ig. Egyszerű színészi eszközökkel, mindig hitelesen jelenítette meg a kopott cipőben járó, szívós, soha meg nem alkuvó magánnyomozó alakját. A közönségsiker mellett kiváló kritikákat is kapott.
A Public Eye után kosztümös filmekben is jól szerepelt, így a Kincses sziget tévésorozatban Hosszú John Silver szerepében (1977), vagy mint idősebb Karol Wojtyla, a jövendő pápa édesapja, a Pope John Paul II c. életrajzi filmben (1984), 
A Home To Roost tévésorozatban ő volt a félelmetes „Thrasher” Harris iskolaigazgató (1985). Az Enemy at the Door háborús sorozatban (1978–1980) végig ő játszotta Richter őrnagyot (majd ezredest). Utolsó filmszerepét a 2002-ben bemutatott Harry Potter és a Titkok Kamrájában játszotta, ahol Armando Dippet professzort, Dumbledore igazgató hivatali elődjét alakította.
Folyamatosan játszott színpadon is, klasszikus darabokban. A Royal Shakespeare Company által színre vitt II. Richárd-ban, a Romeó és Júliában, a Roberto Zuccóban, A vihar-ban, a Peer Gynt-ben, a Szeget szeggel-ben, a Troilus és Cressidában, a Minden jó, ha vége jó-ban és az Antonius és Kleopátrában. 2008-ban, 90 esztendősen eljátszotta a pásztor szerepét a Royal National Theatre-ban, a Frank McGuinness rendező által felújított Szophoklész-darabban, az Oidipusz királyban.

### Magánélete, elhunyta
Barbara Bonelle-lel élt házasságban, négy gyermekük született, két ikerpár, Jacob és Harriet, illetve Kelly és Louisa. Alfred Burke légúti fertőzés következtében hunyt el 2011. február 16-án.

## Főbb filmszerepei
- 1946: Botcsinálta bokszoló (The Kid from Brooklyn), táncos, névtelenül
- 1955: A jól bevált férj (The Constant Husband), portás
- 1957: Yangtse Incident: The Story of H.M.S. Amethyst, tengerész-altiszt
- 1957: Bitter Victory, Callander alezredes
- 1956–1958: Robin Hood kalandjai (The Adventures of Robin Hood), tévésorozat, Will Sharpe / Sir Simon
- 1958: Jog és zűrzavar (Law and Disorder), Willis Pugh, orvvadász
- 1958: A gyémánt áldozatai (The Man Inside), Mr. Pritchard
- 1958: A férfi a legfelső emeletről (The Man Upstairs), Mr. Barnes
- 1958–1959: Tell Vilmos (William Tell), tévésorozat, Bolf
- 1960: Oscar Wilde tárgyalásai (The Trials of Oscar Wilde), riporter
- 1960: Danger Man, tévésorozat, Craven
- 1960: Szabálytalan bűntény (Man at the Carlton Tower), Harry Stone
- 1962: Lélekmentők társasága (Crooks Anonymous), Caulfield
- 1962: Tekints embernek! (Mix Me a Person), Lumley
- 1962   Maigret, tévésorozat, Seven Little Crosses epizód, Lecoeur rendőrtiszt
- 1962: Én és a gengszter (On the Beat), Trigger O’Flynn
- 1962: A 69-es széf (Locker Sixty Nine), Davison
- 1963: Sztriptízbár a Sohóban (The Small World of Sammy Lee), Eddie
- 1963–1964: Az Angyal kalandjai (The Saint), tévésorozat, 2 epizódban, Harry Shannet / Jack Groom
- 1964: Elátkozottak gyermekei (Children of the Damned), Colin Webster
- 1962–1964: Z Cars, tévésorozat, Arnie Winter / Harold Singleton
- 1965: A dada (The Nanny), Dr. Wills
- 1965: The Night Caller, Hartley detektív-felügyelő
- 1961–1966: Bosszúállók (The Avengers), tévésorozat, Gregorio Auntie / Brown / Saunders
- 1969: Szellemes nyomozók (Randall and Hopkirk), tévésorozat, Henry Foster
- 19651975: Public Eye, tévésorozat, Frank Marker
- 1976: Jackanory, tévésorozat, mesemondó, önmaga
- 1976: A kaméliás hölgy (The Lady of the Camellias ), tévésorozat, Monsieur Duval
- 1977: Kincses sziget (Treasure Island), tév-minisorozat, Hosszú John Silver
- 1979: Ház a Garibaldi utcában (The House on Garibaldi Street), tévéfilm, Eichmann
- 1978–1980: Enemy at the Door, tévéfilm, Richter őrnagy / Richter ezredes
- 1980: Meghökkentő mesék (Tales of the Unexpected), tévésorozat, The Flypaper c. epizód, Herbert
- 1984: Pope John Paul II, tévéfilm, idősebb Karol Wojtyla
- 1984: Kim, tévéfilm, Lurgan
- 1984: Rettegés Londonban (The Glory Boys), tévé-minisorozat, Mr. Jones
- 1985: Home to Roost, tévésorozat, „Thrasher” Harris igazgató
- 1987: Bergerac, tévésorozat, Dr. Anderson
- 1996: Szentivánéji álom (A Midsummer Night’s Dream), Egeus
- 2000: A hosszúsági fok (Longitude), tévéfilm, ellentengernagy
- 2002: Holby Városi Kórház (Holby City), tévésorozat, Derek Groombridge
- 2002: Harry Potter és a Titkok Kamrája (Harry Potter and the Chamber of Secrets), Armando Dippet professzor